# スーニ (競走馬)
スーニ (Suni) はアメリカ合衆国産の日本で調教されている競走馬である。馬名はイタリアの地名の「Suni」が由来。おもな勝ち鞍は2008年の兵庫ジュニアグランプリ、全日本2歳優駿、2009年のJBCスプリント、2010年の黒船賞、東京スプリント、2011年のサマーチャンピオン、東京盃、JBCスプリント、兵庫ゴールドトロフィー。

## 経歴

### 2歳
2008年3月にアメリカのカリフォルニア州で開かれたバレッツ・マーチ・セレクトセールにおいてナーヴィック・インターナショナル名義により12万ドルで落札され、その後、吉田和美の持ち馬となった。
デビューは10月12日に京都競馬場で行われた2歳新馬戦。ここで2着に7馬身をつけ圧勝すると、次走の500万条件戦も難なく勝利しデビュー2連勝を飾る。3戦目、初の重賞挑戦となった兵庫ジュニアグランプリでも圧倒的1番人気に応え勝利。そして迎えた大一番、全日本2歳優駿でもゴール前手綱を緩める余裕勝ちを収め無敗で2歳ダート王座に輝いた。なお、この勝利が調教師の吉田直弘にとって中央・地方を通じて初GI (JpnI) 制覇となった。
その後はUAEダービーに遠征するプランもあったが、2009年の春シーズンはNHKマイルカップを目標にすることを陣営が表明した。

### 3歳
2009年は、目標となるNHKマイルカップを見据えて、初の芝レースとなるアーリントンカップから始動。2番人気に支持されたが、12着と大敗、初黒星を喫した。
これ以降は、ダート戦線に戻り、4月5日の伏竜ステークスに出走。出遅れたものの最後の直線で追い上げ、ナサニエル、メイショウダグザとのハナ差の接戦を制し、1番人気に応えた。続く5月6日の兵庫チャンピオンシップでは道中3番手を追走したが、最後の直線で逃げるゴールデンチケットにクビ差届かず2着となり、ダート初黒星を喫した。ジャパンダートダービーでは1番人気に推されたが、6着に終わった。その後、新設重賞のレパードステークスに3番人気で出走し2着、古馬との初対戦となった9月30日の東京盃では道中5、6番手で追走し、直線で追い上げるも届かず2着に敗れた。
11月3日のJBCスプリントでは、1番人気に推されての出走となった。好スタートから好位2番手に取り次ぎ、3、4コーナー中間地点で先頭を走るポートジェネラルを交わしにかかり、外からアドマイヤスバルに被せられるものの、4コーナーでアドマイヤスバルを振り切って優勝、GI級競走2勝目を挙げた。続く12月6日のジャパンカップダートに出走したが、道中中団で追走したが直線で失速し14着と惨敗した。

### 4歳
2010年は、1月31日の根岸ステークスから始動。3番手でレースを進めたが、直線で伸び切れず4着に敗れた。本番のフェブラリーステークスでは9着に終わった。3月22日の黒船賞では道中4番手追走から徐々に進出し直線入口で先頭に立つと、外から追い上げたトーセンブライトに1馬身半差をつけて勝利した。
続いて4月7日に大井競馬場で行われた東京スプリントに出走。逃げていたポートジェネラルを最後の直線でかわし、フジノウェーブの追撃を抑え勝利した。5月3日のかきつばた記念では外目の3番手で追走し、直線でも追い上げたが逃げるスマートファルコンを捉えきれず2着に敗れた。5月26日のさきたま杯では4番手追走から向正面中程で先頭に立ったスマートファルコンを追う展開になるも捉えきれずまたもや2着に敗れた。
2ヵ月半の間隔を置き、8月18日のサマーチャンピオンでは断然の1番人気で出走したがスタートで後手を踏み、4着に敗れた。10月6日の東京盃では中団で控えるレースをするも直線で伸び切れず5着に終わった。11月3日のJBCスプリントでは、中団から追走も直線で伸び切れず4着に敗れた。12月12日のカペラステークスでは3・4番手追走から直線で一旦先頭に立つもそこから伸びず7着に終わった。12月28日の兵庫ゴールドトロフィーでは2番手を追走し直線で一旦先頭に立つもトーセンブライトにかわされ2着に敗れた。

### 5歳
2011年は3月14日の黒船賞から始動する予定だったが、東日本大震災の影響による開催中止の憂き目に遭う。3月21日のポラリスステークスから始動したが13着に大敗、東京スプリントでも11着と惨敗。栗東ステークスでは中団で控えるレースをするも直線で伸び切れず8着に終わった。さきたま杯は道中は中団を追走し追い上げ3着に入った。プロキオンステークスでは中団から追走も直線で伸び切れず8着に敗れた。サマーチャンピオンでは2番手に取り次ぎ3コーナーで先頭に立つと直線で後続を引き離して勝利を挙げた。東京盃では中団のやや後ろを追走し直線で最内から脚を伸ばすと粘るラブミーチャンを捕らえて勝利した。JBCスプリントでは後方4番手でレースを進め、後方のまま直線に入ると大外から伸び、先に抜け出していたラブミーチャン、セイクリムズン、ダッシャーゴーゴーをまとめて交わし、1980年の東京盃でカオルダケが記録した1分10秒2のコースレコードを31年ぶりに更新する1分10秒1のタイムで勝利した。兵庫ゴールドトロフィーではトップハンデの59.5kgで出走。道中は後方2番手追走から先に抜け出したオオエライジンを直線半ばで捕らえて勝利、交流重賞連勝記録を4に伸ばした。

### 6歳
2012年は3月20日の黒船賞から始動、スタートで出負けし後方2番手で追走も直線で伸び切れず4着に敗れた。4月18日の東京スプリントでは見せ場なく11着、5月30日のさきたま杯では5着に終わった。7月8日のプロキオンステークスでは、中団から追走も直線で伸び切れず10着に敗れた。8月15日のサマーチャンピオンはテイクアベットの3着だった。

### 7歳
黒船賞から始動し10着。3月23日付けでJRAの競走馬登録を抹消され、船橋の川島正行厩舎へ移籍した。

### 8歳
2014年9月7日に川島正行調教師が逝去したため、暫定的に川島正一厩舎に所属変更となった。同年10月1日付けで登録を抹消された。
その後、ノーザンホースパークに移動した。

## 競走成績
| 年月日      | 競馬場 | 競走名             | 格     | 頭数 | オッズ （人気） | オッズ （人気） | 着順 | 騎手       | 斤量 | 距離（馬場）  | タイム （上り3F） | タイム 差 | 勝ち馬/（2着馬）       |
| ----------- | ------ | ------------------ | ------ | ---- | --------------- | --------------- | ---- | ---------- | ---- | ------------- | ----------------- | --------- | ---------------------- |
| 2008.10.12  | 京都   | 2歳新馬            |        | 9    | 02.5            | 0（1人）        | 01着 | 内田博幸   | 55   | ダ1200m（良） | 01:12.9 (37.7)    | -1.1      | （ピサノロダン）       |
| 0000.11.08  | 東京   | 2歳500万下         |        | 10   | 01.8            | 0（1人）        | 01着 | 内田博幸   | 55   | ダ1300m（良） | 01:18.3 (36.7)    | -0.4      | （レッドヴァンクール） |
| 0000.11.27  | 園田   | 兵庫ジュニアGP     | JpnII  | 11   | 01.1            | 0（1人）        | 01着 | 内田博幸   | 54   | ダ1400m（良） | 01:28.6 (39.6)    | -0.4      | （アースリヴィング）   |
| 0000.12.17  | 川崎   | 全日本2歳優駿      | JpnI   | 12   | 01.7            | 0（1人）        | 01着 | 内田博幸   | 55   | ダ1600m（不） | 01:40.5 (38.7)    | -1.1      | （ナサニエル）         |
| 2009.02.28  | 阪神   | アーリントンC      | GIII   | 13   | 04.8            | 0（2人）        | 12着 | 内田博幸   | 57   | 芝1600m（良） | 01:37.0 (36.8)    | -1.4      | ダブルウェッジ         |
| 0000.04.05  | 中山   | 伏竜S              | OP     | 11   | 02.1            | 0（1人）        | 01着 | 内田博幸   | 59   | ダ1800m（良） | 01:53.8 (37.5)    | -0.0      | （ナサニエル）         |
| 0000.05.06  | 園田   | 兵庫CS             | JpnII  | 12   | 01.1            | 0（1人）        | 02着 | 内田博幸   | 55   | ダ1870m（稍） | 01:59.1 (36.2)    | -0.1      | ゴールデンチケット     |
| 0000.07.08  | 大井   | ジャパンDダービー  | JpnI   | 13   | 02.0            | 0（1人）        | 06着 | 内田博幸   | 56   | ダ2000m（稍） | 02:06.4 (39.0)    | -1.9      | テスタマッタ           |
| 0000.08.23  | 新潟   | レパードS          | 重賞   | 14   | 08.9            | 0（3人）        | 02着 | 川田将雅   | 56   | ダ1800m（良） | 01:50.0 (37.6)    | -0.5      | トランセンド           |
| 0000.09.30  | 大井   | 東京盃             | JpnII  | 16   | 03.5            | 0（2人）        | 02着 | 川田将雅   | 54   | ダ1200m（不） | 01:11.6 (36.9)    | -0.3      | バンブーエール         |
| 0000.11.03  | 名古屋 | JBCスプリント      | JpnI   | 11   | 01.8            | 0（1人）        | 01着 | 川田将雅   | 56   | ダ1400m（良） | 01:25.9 (37.0)    | -0.1      | （アドマイヤスバル）   |
| 0000.12.06  | 阪神   | ジャパンCダート    | GI     | 16   | 32.0            | 0（9人）        | 14着 | 川田将雅   | 56   | ダ1800m（良） | 01:51.4 (38.0)    | -1.5      | エスポワールシチー     |
| 2010.01.31  | 東京   | 根岸S              | GIII   | 16   | 08.8            | 0（3人）        | 04着 | 川田将雅   | 58   | ダ1400m（良） | 01:24.0 (36.5)    | -0.3      | グロリアスノア         |
| 0000.02.21  | 東京   | フェブラリーS      | GI     | 15   | 26.6            | 0（7人）        | 09着 | 川田将雅   | 57   | ダ1600m（良） | 01:37.4 (37.1)    | -2.5      | エスポワールシチー     |
| 0000.03.22  | 高知   | 黒船賞             | JpnIII | 12   | 02.2            | 0（1人）        | 01着 | 川田将雅   | 59   | ダ1400m（不） | 01:27.7 (00.0)    | -0.3      | （トーセンブライト）   |
| 0000.04.07  | 大井   | 東京スプリント     | JpnIII | 16   | 01.7            | 0（1人）        | 01着 | 川田将雅   | 58   | ダ1200m（重） | 01:12.2 (37.5)    | -0.0      | （フジノウェーブ）     |
| 0000.05.03  | 名古屋 | かきつばた記念     | JpnIII | 12   | 01.6            | 0（1人）        | 02着 | 川田将雅   | 59   | ダ1400m（良） | 01:25.6 (36.6)    | -0.3      | スマートファルコン     |
| 0000.05.26  | 浦和   | さきたま杯         | JpnIII | 12   | 02.5            | 0（2人）        | 02着 | 川田将雅   | 59   | ダ1400m（稍） | 01:27.0 (38.8)    | -0.8      | スマートファルコン     |
| 0000.08.18  | 佐賀   | サマーチャンピオン | JpnIII | 12   | 01.1            | 0（1人）        | 04着 | 川田将雅   | 59   | ダ1400m（良） | 01:27.5 (37.4)    | -1.1      | セレスハント           |
| 0000.06.10  | 大井   | 東京盃             | JpnII  | 14   | 04.4            | 0（2人）        | 05着 | 川田将雅   | 58   | ダ1200m（稍） | 01:11.6 (37.4)    | -1.0      | サマーウインド         |
| 0000.11.03  | 船橋   | JBCスプリント      | JpnI   | 14   | 08.1            | 0（2人）        | 04着 | 川田将雅   | 57   | ダ1000m（良） | 0:59.3 (36.7)     | -1.7      | サマーウインド         |
| 0000.12.12  | 中山   | カペラS            | GIII   | 16   | 15.3            | 0（7人）        | 07着 | 川田将雅   | 58   | ダ1200m（良） | 01:10.2 (36.8)    | -0.5      | セイクリムズン         |
| 0000.12.28  | 園田   | 兵庫ゴールドT      | JpnIII | 12   | 02.3            | 0（1人）        | 02着 | 川田将雅   | 59   | ダ1400m（良） | 01:27.1 (38.4)    | -0.2      | トーセンブライト       |
| 2011.03.14  | 高知   | 黒船賞             | JpnIII | 12   |                 |                 |      | 川田将雅   | 59   | ダ1400m（良） | 開催中止          |           |                        |
| 0000.03.21  | 阪神   | ポラリスS          | OP     | 16   | 20.3            | 0（9人）        | 13着 | 川田将雅   | 59   | ダ1400m（不） | 01:23.1 (36.9)    | -1.0      | ダイショウジェット     |
| 0000.04.20  | 大井   | 東京スプリント     | JpnIII | 16   | 11.8            | 0（6人）        | 11着 | 川田将雅   | 58   | ダ1200m（重） | 01:11.7 (36.3)    | -0.9      | セレスハント           |
| 0000.05.15  | 京都   | 栗東S              | OP     | 16   | 21.1            | 0（8人）        | 08着 | 川田将雅   | 58.5 | ダ1400m（良） | 01:23.4 (35.7)    | -0.7      | トーホウドルチェ       |
| 0000.06.01  | 浦和   | さきたま杯         | JpnII  | 12   | 20.1            | 0（8人）        | 03着 | 川田将雅   | 58   | ダ1400m（良） | 01:26.3 (37.3)    | -0.3      | ナイキマドリード       |
| 0000.07.10  | 京都   | プロキオンS        | GIII   | 16   | 47.0            | （10人）        | 08着 | 川田将雅   | 58   | ダ1400m（良） | 01:23.3 (36.8)    | -1.2      | シルクフォーチュン     |
| 0000.08.16  | 佐賀   | サマーチャンピオン | JpnIII | 11   | 05.4            | 0（4人）        | 01着 | 川田将雅   | 58.5 | ダ1400m（重） | R1:23.8 (36.1)    | -0.7      | （トーホウドルチェ）   |
| 0000.09.28  | 大井   | 東京盃             | JpnII  | 15   | 05.7            | 0（3人）        | 01着 | 川田将雅   | 58   | ダ1200m（良） | 01:10.9 (35.8)    | -0.2      | （ラブミーチャン）     |
| 0000.11.03  | 大井   | JBCスプリント      | JpnI   | 14   | 02.5            | 0（1人）        | 01着 | 川田将雅   | 57   | ダ1200m（良） | R1:10.1 (35.5)    | -0.2      | （セイクリムズン）     |
| 0000.12.28  | 園田   | 兵庫ゴールドT      | JpnIII | 11   | 02.0            | 0（1人）        | 01着 | 川田将雅   | 59.5 | ダ1400m（良） | 01:27.3 (36.7)    | -0.3      | （セイクリムズン）     |
| 2012.03.20  | 高知   | 黒船賞             | JpnIII | 12   | 01.7            | 0（1人）        | 04着 | 川田将雅   | 59   | ダ1400m（不） | 01:29.2 (39.2)    | -0.8      | セイクリムズン         |
| 0000.04.18  | 大井   | 東京スプリント     | JpnIII | 16   | 02.2            | 0（2人）        | 11着 | 川田将雅   | 58   | ダ1200m（良） | 01:11.9 (36.5)    | -1.4      | セイクリムズン         |
| 0000.05.30  | 浦和   | さきたま杯         | JpnII  | 11   | 07.4            | 0（3人）        | 05着 | 川田将雅   | 58   | ダ1400m（良） | 01:28.3 (38.5)    | -2.5      | セイクリムズン         |
| 0000.07.8   | 中京   | プロキオンS        | GIII   | 16   | 48.3            | 0（7人）        | 10着 | 幸英明     | 59   | ダ1400m（良） | 01:23.2 (36.4)    | -0.6      | トシキャンディ         |
| 0000.08.15  | 佐賀   | サマーチャンピオン | JpnIII | 11   | 04.4            | 0（3人）        | 03着 | 川田将雅   | 59.5 | ダ1400m（良） | 01:26.0 (37.5)    | -1.0      | テイクアベット         |
| 0000.010.8  | 盛岡   | マイルCS南部杯     | JpnI   | 13   | 24.5            | 0（4人）        | 05着 | 川田将雅   | 57   | ダ1600m（良） | 01:38.6 (37.4)    | -2.7      | エスポワールシチー     |
| 0000.011.5  | 川崎   | JBCスプリント      | JpnI   | 11   | 09.6            | 0（4人）        | 03着 | 川田将雅   | 57   | ダ1400m（良） | 01:27.6 (39.3)    | -1.0      | タイセイレジェンド     |
| 0000.012.26 | 園田   | 兵庫ゴールドT      | JpnIII | 12   | 03.5            | 0（2人）        | 07着 | 川田将雅   | 59.5 | ダ1400m（稍） | 01:27.8 (38.1)    | -1.4      | ティアップワイルド     |
| 2013.03.19  | 高知   | 黒船賞             | JpnIII | 12   | 15.5            | 0（5人）        | 10着 | 川田将雅   | 59   | ダ1400m（不） | 01:29.7 (40.7)    | -2.4      | セイクリムズン         |
| 0000..05.29 | 浦和   | さきたま杯         | JpnII  | 12   | 33.5            | 0（6人）        | 09着 | 町田直希   | 58   | ダ1400m（良） | 01:29.2 (39.4)    | -1.8      | テスタマッタ           |
| 0000..06.26 | 大井   | 帝王賞             | JpnI   | 12   | 177.1           | 0（8人）        | 10着 | 川島正太郎 | 57   | ダ2000m（不） | 02:09.3 (42.2)    | -6.3      | ホッコータルマエ       |

- タイム欄のRはレコード勝ちを示す

## 血統表
| スーニの血統ヴァイスリージェント系 / （Northern Dancer 5 x 4 = 9.38%） | スーニの血統ヴァイスリージェント系 / （Northern Dancer 5 x 4 = 9.38%） | スーニの血統ヴァイスリージェント系 / （Northern Dancer 5 x 4 = 9.38%） | （血統表の出典）       | （血統表の出典） |
| 父 Soto 2000 栗毛                                                      | 父の父*デヒア Dehere 1991 鹿毛                                         | Deputy Minister                                                        | Vice Regent            | Vice Regent      |
| 父 Soto 2000 栗毛                                                      | 父の父*デヒア Dehere 1991 鹿毛                                         | Deputy Minister                                                        | Mint Copy              |                  |
| 父 Soto 2000 栗毛                                                      | 父の父*デヒア Dehere 1991 鹿毛                                         | Sister Dot                                                             | Secretariat            | Secretariat      |
| 父 Soto 2000 栗毛                                                      | 父の父*デヒア Dehere 1991 鹿毛                                         | Sister Dot                                                             | Sword Game             |                  |
| 父 Soto 2000 栗毛                                                      | 父の母Suble Fragrance 1993 栗毛                                        | Crafty Prospector                                                      | Mr. Prospector         | Mr. Prospector   |
| 父 Soto 2000 栗毛                                                      | 父の母Suble Fragrance 1993 栗毛                                        | Crafty Prospector                                                      | Real Crafty Lady       |                  |
| 父 Soto 2000 栗毛                                                      | 父の母Suble Fragrance 1993 栗毛                                        | My Red Wing                                                            | Wing Out               | Wing Out         |
| 父 Soto 2000 栗毛                                                      | 父の母Suble Fragrance 1993 栗毛                                        | My Red Wing                                                            | Majestic Hostess       |                  |
| 母 Enabru 1995 鹿毛                                                    | 母の父Roanoke 1987 黒鹿毛                                              | Pleasant Colony                                                        | His Majesty            | His Majesty      |
| 母 Enabru 1995 鹿毛                                                    | 母の父Roanoke 1987 黒鹿毛                                              | Pleasant Colony                                                        | Sun Colony             |                  |
| 母 Enabru 1995 鹿毛                                                    | 母の父Roanoke 1987 黒鹿毛                                              | Last Bird                                                              | Sea-Bird               | Sea-Bird         |
| 母 Enabru 1995 鹿毛                                                    | 母の父Roanoke 1987 黒鹿毛                                              | Last Bird                                                              | Patelin                |                  |
| 母 Enabru 1995 鹿毛                                                    | 母の母Satin Promise 1990 芦毛                                          | Dixieland Band                                                         | Northern Dancer        | Northern Dancer  |
| 母 Enabru 1995 鹿毛                                                    | 母の母Satin Promise 1990 芦毛                                          | Dixieland Band                                                         | Mississippi Mud        |                  |
| 母 Enabru 1995 鹿毛                                                    | 母の母Satin Promise 1990 芦毛                                          | Soft as Satin                                                          | Promised Land          | Promised Land    |
| 母 Enabru 1995 鹿毛                                                    | 母の母Satin Promise 1990 芦毛                                          | Soft as Satin                                                          | Fanciful Miss F-No.9-f |                  |

### 主な近親
日本における近親は、4代母Fanciful Missの産駒で、繁殖牝馬として日本に輸入されたファンシミンから広がる牝系を中心に揃っている。ラインクラフト（桜花賞、NHKマイルカップ）、アドマイヤマックス（高松宮記念）、ソングオブウインド（菊花賞）、ブロードマインド（中山大障害春・秋）などがこれにあたる。詳細はファンシミンの牝系を参照。